# 河合勇人
河合勇人（1969年2月15日—），日本男性電影導演。出身於愛知縣刈谷市。

## 人物簡介
日本大學藝術學院畢業後，從相米慎二執導的電影作品《啊、春天》開始投入電影產業，然後以助理導演一職參加堤幸彥執導的《廁所裡的花子》與《繼續》、本廣克行執導的《心靈感應（或譯作傾聽我心）》與《大搜查線2：封鎖彩虹大橋！》、黑木和雄執導的《霧島的美麗夏天》及崔洋一執導的《血與骨》等多位導演的執導作品。2003年在富士電視台播出的《深夜大搜査線2》是河合他擔任演出的處女作。直到2008年上映的《花影》第一次擔任導演。

## 執導作品

### 真人電影
- 花影（日语：花影 (2008年の映画)）（2008年）
- 蜂蜜星露（2009年）
- 電影 鈴木老師（2013年）
- 俺物語!!（2015年）
- 去吧！啦啦兵團（2017年）
- 被哥哥溺愛得好困擾（日语：兄に愛されすぎて困ってます#映画）（2017年）[2]
- 偽戀（2018年）
- 初戀傷停補時（日语：初恋ロスタイム）（2019年）[3]
- 輝夜姬想讓人告白 ～天才們的戀愛頭腦戰～（2019年）[4]
- 貴族降臨 -PRINCE OF LEGEND-（2020年）
- 都市冒險家（日语：都会のトム&ソーヤ#実写映画）（2021年）[5]
- 總理的丈夫（日语：総理の夫#映画）（2021年）[6]
- 替身忠臣藏（日语：身代わり忠臣蔵）（2024年）
- 不能說的·秘密（2024年）

### 電視劇
TBS
- 週一電視劇特輯（日语：月曜ドラマスペシャル） 金田一耕助系列（日语：古谷一行の金田一耕助シリーズ）『獄門島』（1997年5月5日）
- 歌舞伎華之戀（2013年）
- 請和這個沒用的我談戀愛（2016年）

NHK
- 生涯指揮者 岩城宏之（2006年）
- 電視劇特輯 Thrill！～赤之章·黑之章～（日语：スリル!〜赤の章・黒の章〜）（2017年）

日本電視台
- 爺爺老師·熱鬥篇（日语：おじいさん先生）（2007年）
- SKE48的魔法廣播（2011年）
- 數學♥女子學園（2012年）
- 這樣不是偶像!?（日语：こんなのアイドルじゃナイン!?）（2012年）
- Sprout（日语：スプラウト (漫画)#テレビドラマ）（2012年）
- Piece（2012年）
- 心療中 -in the Room-（日语：心療中-in the Room-）（2013年）
- 哥哥扭蛋（2015年）
- 我才不會對黑崎君說的話言聽計從（2015年）[7]
- 被哥哥溺愛得好困擾（日语：兄に愛されすぎて困ってます#テレビドラマ）（2017年）
- 即使愛，也有秘密。（日语：愛してたって、秘密はある。）（2017年）
- PRINCE OF LEGEND（2018年）
  - 貴族降臨 -PRINCE OF LEGEND-（2019年）
- DASADA（2020年）
- FAKE MOTION -乒乓球之王（日语：FAKE MOTION -卓球の王将-）（2020年）
- 稅調～「繳不了稅」是有原因的～（2023年）
- Ensemble（2025年）

WOWOW
- 特搜 -Tokusou-（日语：司法記者）（2014年）
- 電視劇W（日语：ドラマW） 春天來了（日语：春が来た (小説)）（2018年） [8]
- 大長今（預定）

朝日電視台
- 朝日電視台21世紀新人劇本大奬 化石的微笑（日语：化石の微笑み）（2015年）
- 不在場證明破解少女（2020年）
- 邁向未來的倒數10秒（2022年）

其它電視台
- 深夜大搜査線2（日语：深夜も踊る大捜査線 湾岸署史上最悪の3人!#深夜も踊る大捜査線2）（2003年，富士電視台）
- 鈴木老師（2011年，東京電視台）

### 網路劇集
- AV帝王（2019年，Netflix）

## 其它作品
- 小森林 夏、秋／冬、春（2014年／2015年）－擔任企劃

## 外部連結
- Candy Film inc. （页面存档备份，存于）官方網站 （日語）